# Tung Chung Line
Tung Chung Line (chiń. 東涌綫) – zelektryfikowana linia systemu MTR w Hongkongu. Linia łączy Tung Chung z wyspą Hongkong, ma 30,5 km długości i posiada 8 przystanków. Linia przebiega przez kilka dzielnic miasta: Central and Western, Yau Tsim Mong, Sham Shui Po, Kwai Tsing, Tsuen Wan oraz Islands.

## Historia
W październiku 1989 rząd Hongkongu podjął decyzję o zastąpieniu portu lotniczego Kai Tak, nowym portem lotniczym zlokalizowanym na wyspie Chek Lap Kok. Rząd zaproponował, aby zarządca ówczesnego systemu kolei miejskiej wybudował nową linię do portu lotniczego, Lantau Airport Railway. Projekt rozpoczął się dopiero po rozstrzygnięciu przez rząd ChRL i Wielkiej Brytanii problemów z finansowaniem oraz terenem pod inwestycję w listopadzie 1994 roku.
Ostatecznie Lantau Airport Railway zostało zrealizowane jako dwie osobne linie systemu MTR, Tung Chung Line oraz Airport Express. Obie linie biegną przez znaczną część na tej samej trasie. Tung Chung Line oficjalnie została otwarta 21 czerwca 1998 roku. W 2003 roku została otwarta stacja Nam Cheong, która zapewnia bezpośredni transfer z West Rail Line. 1 czerwca 2005 została otwarta stancja Sunny Bay, która jest stacją przesiadkową i początkową Disneyland Resort Line.

## Przebieg
Tung Chung Line biegnie ze wschodu na zachód i zaczyna się na stacji Hong Kong, a kończy Tung Chung. Przez większość trasy Tung Chung Line i Airport Express, przebiegają na tych samych torach. Za stacją Hong Kong linia przebiega pod Portem Wiktorii do stacji Kowloon. Linia od następnej stacji, Olympic Station, przebiega głównie na powierzchni ziemi. Za stacją Nam Cheong linia biegnie na estakadzie, która kończy się przed stacją Sunny Bay. Za stacją Lai King linia biegnie przez most Tsing Lai na wyspę Tsing Yi. Pomiędzy stacją Sunny Bay a Tung Chung, jest 10 km, gdzie nie ma żadnej stacji i obecnie nie jest planowana żadna, ponieważ w pobliżu nie ma odpowiedniego miejsca oraz żadnych obiektów. Podróż pomiędzy tymi dwiema ostatnimi stacjami zajmuje 8 minut.
Obecnie mieszkańcy Yat Tung Estate, apelują do rządu Hongkongu o wydłużenie linii o jeszcze dwie stacje Tung Chung East Station i Tung Chung West Station, które początkowo były uwzględniane podczas planowania osiedla. Obecnie mieszkańcy muszą dojechać 10 min autobusem do stacji Tung Chung aby przesiąść się na metro.

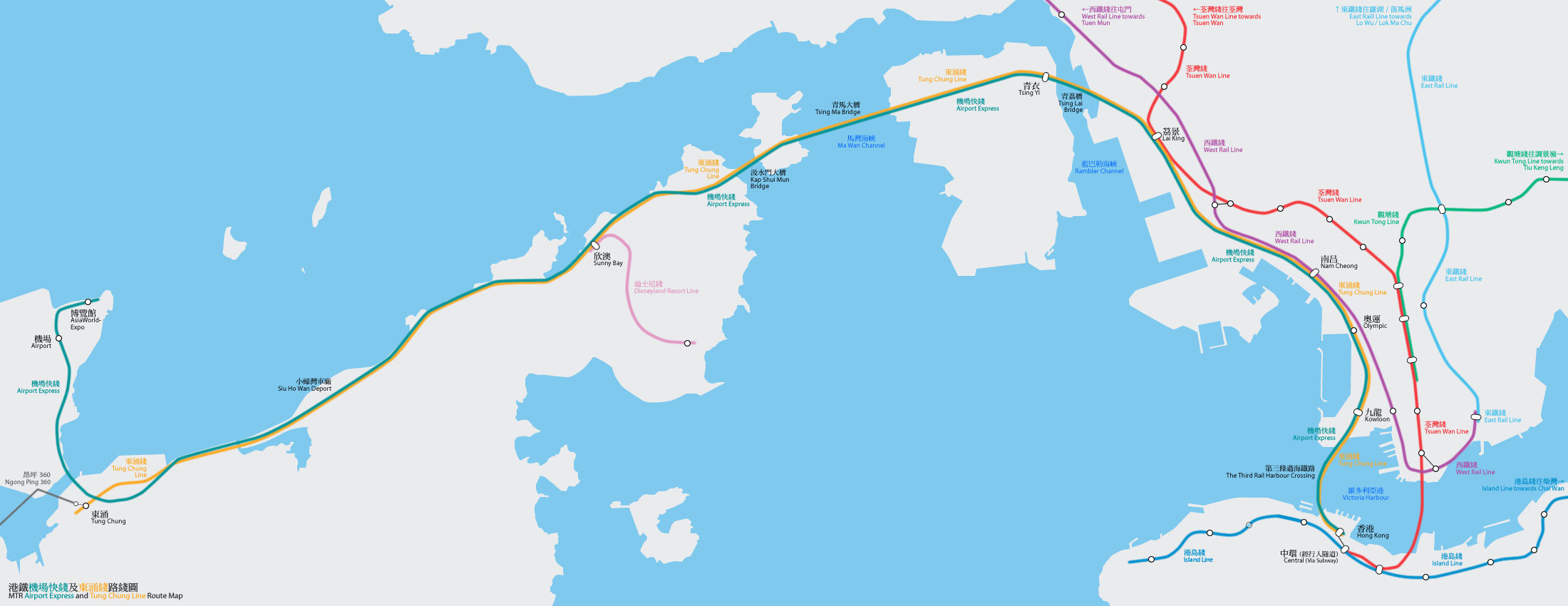
Przebieg Tung Chung Line